# Zwavel-35
Zwavel-35 of 35S is een radioactieve isotoop van zwavel. Op Aarde komen er sporen van voor.
Zwavel-35 ontstaat onder meer bij het radioactief verval van fosfor-35.

## Radioactief verval
Zwavel-35 vervalt tot de stabiele isotoop chloor-35:
{\displaystyle {\ce {{^{35}_{16}S}->{^{35}_{17}Cl}+{e^{-}}+{\bar {\nu }}_{e}}}}
De halveringstijd bedraagt ongeveer 87,5 dagen.
26S · 27S · 28S · 29S · 30S · 31S · 32S · 33S · 34S · 35S · 36S · 37S · 38S · 39S · 40S · 41S · 42S · 43S · 43mS · 44S · 45S · 46S · 47S · 48S · 49S